# Jean-Michel Van Schouwburg
Jean-Michel Van Schouwburg (* 1955) ist ein belgischer Improvisationsmusiker (Gesang).

## Leben und Wirken
Van Schouwburg arbeitete mehrere Jahre mit der Brüsseler Formation Collectif Inaudible, zunächst als Musiker auf verschiedenen Instrumenten, bevor er sich ab 1996 autodidaktisch ganz auf die Vokalimprovisation und Gesangstechniken konzentrierte. Seinen Gesangsstil beschreibt er als Word Phonoetry/Phonésie, zu hören auf seinem zwischen 1997 und 2004 entstandenen Soloalbum Orynx – Phonésie. Als Solist trat er u. a. in London, Lille, Liège, Brüssel und in der Slowakei auf. Ferner arbeitete er mit Guy Strale, Kris Vanderstraeten, Adelheid Sieuw und Jan-Huib Nas, gegenwärtig mit den Formationen Sureau (mit Kris Vanderstraeten und Jean Demey), im Duo mit Marjolaine Charbin bzw.  mit Audrey Lauro, in Garden Gift (mit Jean Demey, John Russell, Adelheid Sieuw) und MouthWind (mit Lawrence Casserley), ferner mit Paul Hubweber, Dario Palermo. Im Bereich des Jazz war er zwischen 2006 und 2008 an vier Aufnahmesessions beteiligt.

## Diskographische Hinweise
- Quelles bouches voleront en éclats (2008), mit Marjolaine Charbin
- Gingko 4: Freedom of the City (Emanem, 2006), mit Adelheid Sieuw, Guy Strale, Jan Huib Nas
- Sureau (Creative Sources, 2007), mit Demey Vanderstraeten, Jean Demey
- The Mercelis Concert (Inaudible), mit  John Russell, Jean Demey
- Bionic Beings Beginnings (2008), mit Paul Dunmall, Phil Gibbs, Peter Brandt
- Five Rooms (A Serrapiglio  Amirani), mit Gianni Mimmo, Angelo Contini, John Russell
- Lawrence Casserley & Jean-Michel Van Schouwburg: MouthWind (HEyeRMEarS/DISCORBIE, 2011)
- Jean Michel Van Schouwburg / Adam Bowman / Daniel Thompson / Adrian Northover: Bellowing Earwigs (FMR, 2020)